# صراع العروش (الموسم 4)
بدأ عَرض الموسم الرابع من المسلسل الملحمي صراع العروش على قناة HBO في 6 أبريل 2014 واستمرّ حتى 15 يونيو 2014 ومكوّن من 10 حلقات. وهذا الموسم مبنيّ على النصف الثاني من الكتاب الثالث ومُتفرّقات من الكتاب الرابع والخامس لسلسلة كُتب أغنية الجليد والنار الروائية لمؤلّفها جورج آر. آر مارتن.

## مُلخّص الأحداث
في العاصمة كينغ لاندينغ تبدأ العائلات النبيلة بالقدوم لحضور حفل زفاف الملك (جوفري) على (مارجري تيريل) ويكون من بين القادمين الأمير (أوبيرن مارتيل)، ويُقام حفل الزفاف ولكنه لا ينتهي على خير، إذ أن شخصاً ما قام بتسميم (جوفري) وقتله. تتّجه الأنظار نحو عمّه القزم (تايرون) حيث أنه هو من أعطاه الشراب ثم مات بعده فوراً، فتُقامُ محكمة ضدّ (تايرون) ولكن ذاك الأخير يطلب محاكماً بالقتال والخاسرُ سيعدم. (أوبيرن مارتيل) هو الذي مثّلَ (تايرون) بالقتال وخَسِرَ المعركة مما يؤدي إلى مقتل (تايرون) فيؤخذُ للسجن ويجلس فيه فترة ثم يقوم شقيقه (جايمي) بتحريره فيذهب (تايرون) ويقتل أباه (تايوين) ويتوجه مع اللورد (فاريس) ويركبا إحدى السُفن المتوجّه نحو القارة «إيسوس» بالتحديد نحو مدينة «برافوس».
أما ما كان من أمر (سانسا) فبعد مقتل (جوفري) تهرب مع اللورد (باليش) نحو قلعة خالتها (ليسا آرين) التي من المفتر أن تتزوج باللورد (باليش) ولكن يُخبرها اللورد (باليش) أنه لا يُحبها بل دائماً ما كان قلبه مُتعلقاً بأختها (كاتلين) وأن (سانسا) بديلُ (كاتيلن) في ذلك ويقوم بعدها بقتلها وذلك بدفعها من «بوابة القمر» ثُم يحبكان القصّة ويقولان أن (ليسا) انتحرت بسبب غيرتها الشديدة. ليس بعيداً عن ذلك، تصل (أريا) وصاحبها للقلعة ليكتشف الاثنان أن (ليسا أرين) في عداد الأموات. فيعودان لأدراجهما، ويلتقيان بـ (بريان) التي تتعرف على (أريا) من فورها فتحاول أخذها ثم يدخل الكلب (ساندور) مع (بريان) في قتال حتى الموت ينتهي بانتصار (بريان) ولكن (أريا) تهرب وتقوم بالسفر عبر سفينة متجهة نحو قارة «إيسوس» بالتحديد إلى مدينة «برافوس». و (بران) يُكمل رحلته مع أصدقائه للبحث عن الغراب ذي الثلاث عيون الذي يُشاهده في أحلامه، وفي النهاية يصلون إلى كهف يعيش فيه رجل عجوز متصل بجذور الشجرة. هذا هو الغراب ذو الثلاثة أعين الذي كان يبحث عنه (بران).
(جون سنو) يُحاول تحذير رفاقه حول هجوم الهمجيين وأنه يجب الاستعداد لذلك بأي لحظة، ويهجم الهمج بقيادة (يغريت) على القلعة السوداء ويؤدي ذلك لمقتل (يغريت). بعد المعركة، يصل (ستانيس) إلى الحائط الشمالي لمحاولة منه تكوين جيش للعودة لمحاربة آل (لانستر). أما (ثيون) تُحاول شقيقته إنقاذه ولكنها لا تُفلح بذلك وبات مقتنعاً الآن أن اسمه (ريك).
أم التنانين تستولي على المُدن بتسارع حتى وصلت أخيراً غلى مدينة (ميرين) التي أقامت فيها لتدير شؤون الحُكم وتتعلم كيف تُدير شؤون البلاد. وقد زاد خطر التنانين حيث أنهم قاموا بإحراق طفلةٍ حيّة مما دفع (دينريس) لحبسهم.

## الإنتاج
أعلنت HBO عن تجديدها المسلسل لموسم رابع مكوّن من 10 حلقات في 2 أبريل 2013. وقد بدأ التصوير في 8 يوليو 2013 في أيرلندا الشماليّة. وقد صُوّروا كذلك -كالمعتاد- في آيسلندا ودوبروفنيك. وشملَ التصوير كذلك مواقع جديدة في كرواتيا في مدينة سبليت وعدّة مواقع أخرى كذلك. واستغرق التصوير 136 يوم حيثُ انتهى في 21 نوفمبر.

### طاقم عمل ما خلف الأضواء
ديفيد بينيوف ودانيال وايز هما الكاتبان الرئيسييان في المسلسل حيث كَتبا 7 حلقات، قام بريان كوغمان كذلك بكتابة حلقتين، أما الحلقة المتبقية فقد كتبها جورج مارتن الذي يكتب حلقة واحدة من كُلّ موسم.

## طاقم العمل

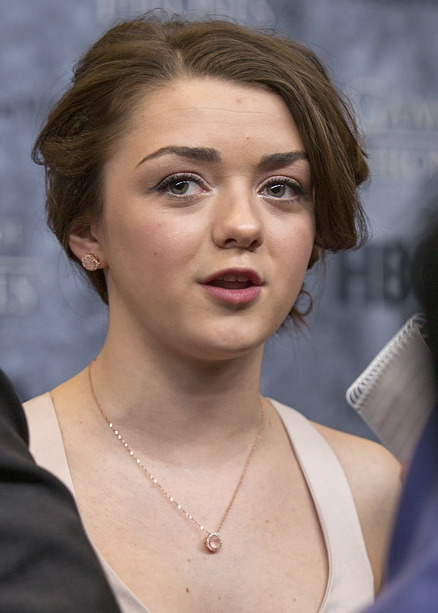
مايسي ويليامز
(أريا ستارك)

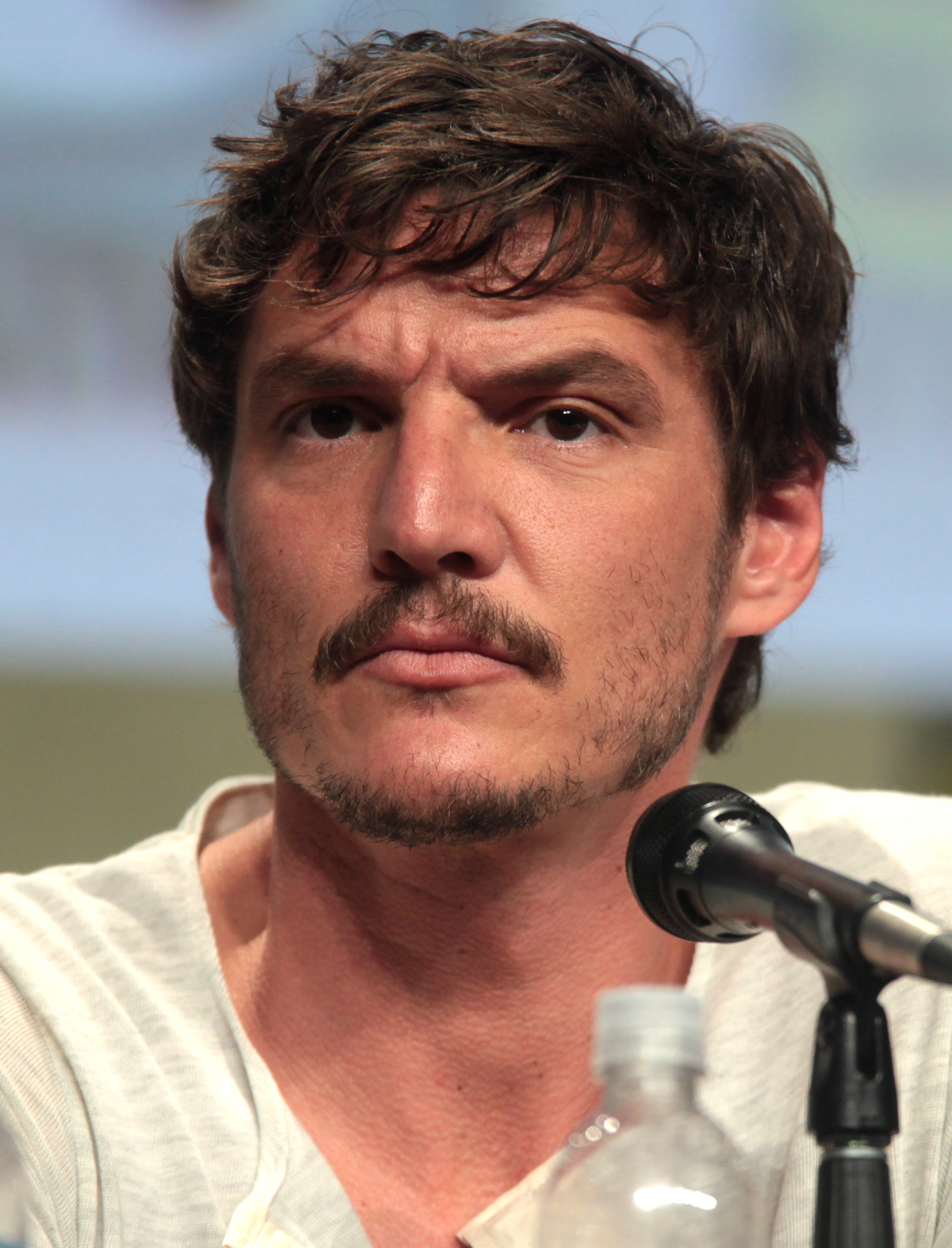
بيدرو باسكال
(أوبيرن مارتيل)

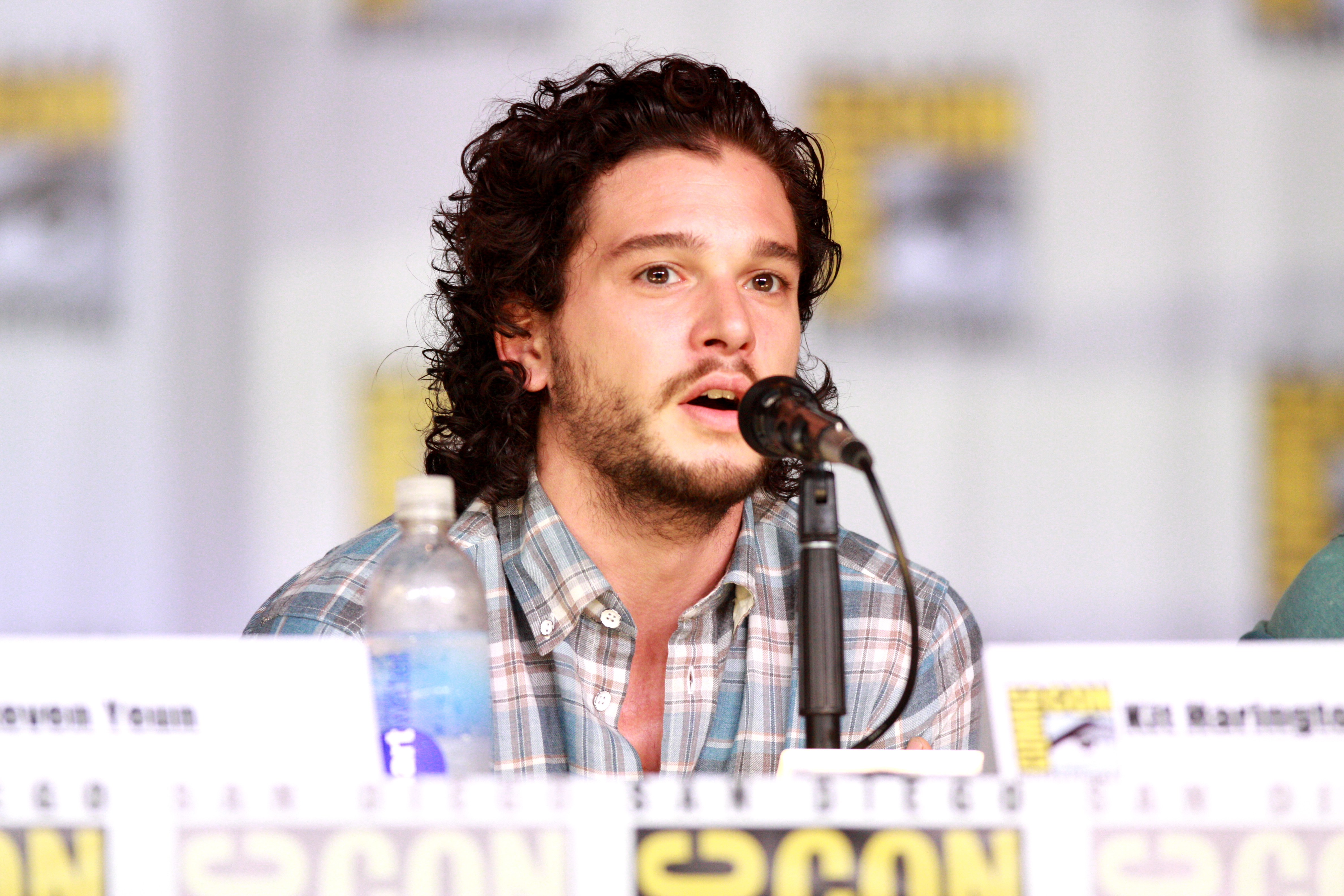
كيت هارينغتون
(جون سنو)

### شخصيات رئيسية
- بيتر دنكليج بدور تايرون لانستر (8 حلقات).
- نيكولاي والداو بدور جيمي لانستر (9 حلقات).
- لينا هيدي بدور الملكة سيرسي لانستر (9 حلقات).
- تشارلز دانس بدور تايوين لانستر (7 حلقات).
- جاك غليسون بدور جوفري براثيون/لانستر (3 حلقات).
- ناتالي دورمر بدور مارجري تايريل (6 حلقات).
- ايزاك هيمبستيد رايت بدور بران ستارك (4 حلقات).
- صوفي تارنر بدور سانسا ستارك (7 حلقات).
- مايسي ويليامز بدور أريا ستارك (6 حلقات).
- كيت هارينغتون بدور جون سنو (8 حلقات).
- إميليا كلارك بدور الأميرة دينريس تارغاريان (8 حلقات).
- إيان غلين بدور جوراه مورمنت (7 حلقات).
- آيدن جيلن بدور لورد باليش/ ليتل فينغر/ الخنصر (5 حلقات).
- ليام كونينغهام بدور دافوس سيروس (4 حلقات).
- ستيفن ديلان بدور ستانس براثيون (4 حلقات).
- ألفي آلن بدور ثيون جريجوي (3 حلقات).
- جون برادلي بدور سام تارلي (7 حلقات).
- روز ليزلي بدور يغريت (5 حلقات).
- سيبل كيكلي بدور شاي (4 حلقات).
- روري ماكان بدور «الكلب» ساندور كليغان (6 حلقات).
- كونليث هيل بدور اللورد فاريس (6 حلقات).
- بيدرو باسكال بدور أوبيرن مارتيل (7 حلقات).

## الحلقات
| ر. الإجمالي | ر. في الموسم | العنوان                 | المخرج         | الكاتب                      | تاريخ العرض الأصلي | عدد المشاهدات (بالمليون) |
| --- | ------------ | ----------------------- | -------------- | --------------------------- | ------------------ | ------------------------ |
| 31 | 1            | «سيفان»                 | دي. بي. وايس   | ديفيد بينيوف، ودي. بي. وايس | 6 أبريل 2014       | 6.64                     |
| يقوم (تايوين لانستر) بإذابَه سيف (نيد ستارك) القديم المصنوع من الحديد الفاليريّ وتحويلِه لسيفين اثنين، يُعطي أحدُهما لـ(جايمي) كرشوةٍ على أن يعودَ إلى معقل اللانسترز قلعة الصخر ويحكم بدلاً عنه، الأمر الذي يرفضه (جايمي) جملةً وتفصيلاً؛ (تيريون لانستر) تم تكليفه بمهمة استقبال الأمير (دوارن مارتيل) الذي تم دعوته لحضور الزفاف الملكيّ، لكن (دوران) يرسل بدلاً عنه أخاه الأمير (أوبيرين)، هُناك شيءٌ آخر يُريد (أوبيرين) فِعلَه في العاصِمة وهوَ قتل جميع اللانيسترز انتقاماً لمقتل أخته (إيليا) زوجَة الأمير المقتول (ريجر تارغاريان). يَتعافى (جون سنو) من إصابَته في الشمال بعد عودَته للقلعة، ويَقف أمام مَحكَمة القلعة ويعتَرف بأخطاءه ويُعفَى عَنه بسبب شفاعة السيّد (إيمون). وفي مكانٍ مجهول، (آريا) ما زالت بِرفقة (الكلب ساندور كليغان)، يتوقّفون عِند حانِةٍ ما، وتُشاهِد (آريا) أن أحد الحارسين الذين يتبولان خارجاً هو (بوليفر) وهو الذي جلبها إلى "هارنهول" برفقة أصدقائها وقتل صديقها وسرق منها سيفها لذلك تُريد قّتلَه، يَهجُم عليهم الاثنان وتستعيد (آريا) سيفها وتقتُله بِنفس الطريقة التي قَتَل صديقَه فيها، ويحصُلان على حِصانين ويُكمِلا المسير نحو وادي أرين لزيارة خالتها (ليسا). في القارّة الأُخرى، تُسيّر (دينريس) جيشَها نحوَ مدينَة "ميرن" آخر المُدن الكُبرى في إيسوس، كما تَجِد صعوبة في التحكّم بتنانينها بعدَ أن كَبُرَ حجمَهم. |              |                         |                |                             |                    |                          |
| 32 | 2            | «الأسد والزهرة»         | أليكس غريفز    | جورج آر. آر. مارتن          | 13 أبريل 2014      | 6.31                     |
| يعودُ (روز بولتون) إلى "دريدفورت" للقاءِ ابنه الغير شرعي (رامزي سنو) ويرى كيفَ حوّل (ثيون غريجوي) بشكلٍ كامِل إلى (ريك)، هَدفَه التالي هوَ العثور على (بران) و(ريكون) آخر فردَين من آل (ستارك) -باعتقاده- وقتلهم حتّى يُصبِح أباه حاكِماً شرعيّاً للشمال. (بران) ورِفاقه ما زالوا يُسافِرون شمالاً ما بعدَ الجِدار للعثور على الغراب ذي الثلاث عيون. الملك (ستانِس) وساحرته (ميليساندري) يُقيمان حفلاً لشواء الكافرين الذي يتم فيه حرق أي شخص يؤمن بأي إله غير إله النور. في العاصِمة "كينغز لاندينغ" الحَدَث الأبرز في هذه الحلقة، حيثُ يُقام حَفل زفاف (جوفري براثيون) و(مارغري تيريل)، ويتم تقديم الهدايا للعروسين، وقد قدّم (تاريون) لـ(جوفري) كتاباً عن الملوك وتاريخ ويستيروس بينما قدّم (تايوين) له السيف الفاليريّ الثاني الذي يجربه (جوفري) على الفور لتقطيع الكتاب سالف الذكر. كما يعلن (جوفري) عن عرض ترفيهيّ يقوم فيه 5 أقزام بإعادة تمثيل أحداث الحرب بطريقة مهينة أثارت استنكار كل الحضور؛ ويُحاول كذلك ذلّ خالِه (تيريون) وجعله ساقي الخَمر، يتم تشتيت هذا النزاع بدخول فطيرة حمام كبيرة، يستغل (جوفري) هذه اللحظة لاستخدام سيفه الجديد مرة أخرى لقطع الفطيرة، يحاول كل من (تيريون) و(سانسا) استغلال انشغال (جوفري) للهروب الأمر الذي يلاحظه (جوفري) فوراً؛ لكن فجأة، (جوفري) يختنق ويموت.! |              |                         |                |                             |                    |                          |
| 33 | 3            | «محطمة الأغلال»         | أليكس غريفز    | ديفيد بينيوف، ودي. بي. وايس | 20 أبريل 2014      | 6.59                     |
| يُلقى القَبض على (تيريون) فوراً ويؤخّذ للسِجن بِحُكم أنّه المُشتَبَه به الرئيسيّ في مَقتَلِ (جوفري)، سَيَخلُف (جوفري) في المُلك شَقيقه (تومين) الذي سيتزوّج من (مارغري تيريل)، كما ستُقامُ مَحكَمةٌ ضِد (تيريون)، وقد اختار (تايوين) أن يكونَ (أوبيرين مارتيل) أحد القُضاة في القضيّة؛ في ذاك الوقت، (سانسا) هربت فوراً من العاصِمة حيثُ ساعدها الفارِس السابِق (دونتوس) وأخذها لسفينةٍ راسيةٍ على متنِها على متنها الخنصر (بيتر بايليش) ويقوم بطمأنة (سانسا) ويخبرها بأن الأسوأ فات ثُمّ يقتل (دونتوس) مُباشرةً. (آريا) و(الكلب) يستمرّان في رِحلتهما نحوَ وادي (أرين) ويُقابلان في الطريق مُزارعاً يستضيفُهما في منزله، في اليوم التالي يَقتُل (الكلب) المُزارِع ويسرِق أمواله. وصلت أنباء موت (جوفري) إلى مسامع (ستانِس براثيون) الأمر الذي يقنعه بأن طقوس السِحر التي أقامتها على شرفه (ميليساندري) الموسم الماضي كانت ناجحة بكل المقاييس؛ الآن هوَ يحتاجُ لجيش ليُكمِل معارِكه، فيُرسِل رسالة لبنك (برافوس) ليقرِضوه وليقومَ بشراء جيشٍ جديد. في الشمال يقوم (سام) بإرسال (جيلي) إلى قرية ما؛ هذه القريّة يَهجُم الهَمج عليها ويقتلون جميع السُكّان فتعود (جيلي) بينما يُناقش الحُرّاس مع (جون سنو) الأمر، ويخبرهم أنّ لا مصلحةَ لهم بالهجوم على الهمج بل يجب عليهم أن يبقوا في القلعة استعداداً لِقدومِهم. في القارّة الأخرى، تُفتَح أبواب مدينة "ميرن" أمام (دينريس) بعدَ مَعركة بينَ طرفين. |              |                         |                |                             |                    |                          |
| 34 | 4            | «حافظ العهد»            | ميشيل ماكلارين | براين كوغمان                | 27 أبريل 2014      | 6.95                     |
| تدخل (دينريس) مدينة "ميرين" وتقتل فيها 163 سيّداً بسبب أنّهم قتلوا 163 طِفلاً. (بيتر باليش) يعتَرِف لـ(سانسا) أنّه هوَ المسؤول عمّا حَدَث لـ(جوفري) ويكشف أن شريكتَه في الجريمة هي (أولينا) وأن سلاح الجريمة هو القلادة التي كانت ترتديها (سانسا) في الزفاف؛ تصدم (مارجري) عندما تخبرها (أولينا) بذلك وتوصي ابنتها بالتقرب وإغواء الملك الصغير (تومين). كما يستمر (جايمي) في تدريباته على السيف بيده اليسرى برفقة (برون) ويذهب لمُلاقاة (تيريون) وهو مُقتَنِعٌ أنّ لا ذنبَ له بما حَصَل، أمّا (سيرسي) فهيَ مُتأكّدة أنّه المُذنِب وأنّ (سانسا) شريكَته، فتقولُ لـ(جايمي) أنّ عليه البحث عن (سانسا) وقتلِها؛ بدلاً من ذلك يُرسِل (جايمي) (برين) برفقَةِ (بودريك) للبحث عن (سانسا) وحمايتِها. في الشمال، (جون سنو) يدرب زملاءه في حرس الليل على قتال الهمج للذهاب إلى حِصن (كراستر)، (بران) ورفاقه يلقى الهمج القبض عليهم في حصن (كراستر) مما اضّطرهم للكشف عن هويتهم الحقيقيّة. كما يأخُذ أحد السائرين البيض المولود الجديد وما إن يَلمِسُه حتّى تتحوّل عيونه للون الأزرق. |              |                         |                |                             |                    |                          |
| 35 | 5            | «الأول من اسمه»         | ميشيل ماكلارين | ديفيد بينيوف، ودي. بي. وايس | 4 مايو 2014        | 7.16                     |
| الملك الصغير (تومين براثيون) الأول يُتوّج ملكاً ويجلس لأول مرة على العرش نرى بعد ذلك (سيرسي) في غرفة ساعد الملك (تايوين) وهما يناقشان توقيت زواج (تومين) بـ(مارجري)، وزواج (سيرسي) بأخ (مارجري) الشاذ (لوراس). توافق (سيرسي) على الزواج بـ(لوراس) بعد يوم واحد من زواج (تومين) و(مارجري). يَصِل (بيتر باليش) و(سانسا) إلى وادي (آرين) وسط ترحيب من العمة (ليسا) التي تتحرق (ليسا) شوقاً للزواج من (بايليش) مباشرة بعد وصوله بلحظات وما بين القبلة والأخرى تذكر (ليسا) أنها قامت بتسميم (جون أرين) زوجها وساعد الملك السابق! كما تزداد شكوك (ليسا) حول أسباب (بايليش) لمعاملة (سانسا) بهذه الطيبة وتتهمها بالنوم مع (بايليش)، الإتهام الذي تجيب عليه (سانسا) بالنكر والبكاء. وفي "ميرين" يُخبِر (جوراه) (أم التنانين) أنّ "أسطابور" و"يونكاي" عادت إلى ما كانتا عليه من عبودية فتؤجّل غَزوها لـ"ويستروس". (آريا) و(الكلب) مُستمرّان بسيرهما نحوَ وادي (آرين)، (برين) و(بودريك) مُستمرّان في البحثِ عن (سانسا). وراء الجدار الشمالي، يصل الحُرّاس لحصن (كراستر) ويقتلون الهَمج ولكن لا يلتقي (جون) مع أخيه (بران). |              |                         |                |                             |                    |                          |
| 36 | 6            | «قوانين الآلهة والرجال» | أليك ساخاروف   | بريان كوغمان                | 11 مايو 2014       | 6.40                     |
| يُسافِر (ستانِس) و(دافوس) إلى مدينة برافوس للذهاب للبَنك الحديديّ واقتراضِ المالِ وتمويل حملته لاستعادة العَرش، يَرفُض أعضاء مجلِس البَنك بدايةً ولكن (دافوس) يُقنِعهم بهذا. (دينريس) تستَمع إلى شَعبِها في ميرين لتوطّد حُكمَها، فيأتي رجلٌ حامِلاً ماعِزاً قام أحد التناين بِحرقِه، كما يطلب رجلٌ يُدعى (هيزار زوي لوراك) منها الإذن الإذن لإنزال جثة أبيه المصلوبة ليدفنه تحت الأرض وتقبَل بذلك. بعدَ أن قامت (يارا) شقيقَةُ (ثيون) بجمعِ الجنود، يَهجُم بنو حديد على القلعة وتَجد (يارا) أخاها (ثيون) برفقة الكلاب ولا يتعرّف هذا الأخير على أخته بل يَرفُض أن يذهب معها أيضاً؛ بعدَ أن رأت (يارا) أخيها على هذا الحال اعتبرته ميّت فعادت أدراجها. إنّه يومُ مُحاكَمة (تيريون) بتُهمة قَتِل (جوفري) في كينغز لاندينغ، وقد حَضَر عِدّةُ شهود زور بما فيهم (ميرن ترانت) و(بايسل) و(سيرسي) و(فاريس) وأخيراً (شاي) وكانَت هي القَشّة التي قَصمت ظهر البعير، حيثُ لم يتمالك (تيريون) نَفسَه وطالَب بمُحاكَمة عن طريقِ القِتال. |              |                         |                |                             |                    |                          |
| 37 | 7            | «الطائر المُحاكي»        | أليك ساخاروف   | ديفيد بينيوف، ودي. بي. وايس | 18 مايو 2014       | 7.20                     |
| بعدَ معرفة (سيرسي) أنه سيكون هناك مُحاكَمة عن طريق القتال، تقوم بتعيين (جريجور كليغان) للقتال عنها، فيما يبحث (تيريون) عن شخصٍ ما ليقاتِل لصفّه. وفي حين رَفضَ (جايمي) و(برون) القتال، يعرِض (أوبرين مارتيل) خدماته، حيث أنّه وجدها فُرصَةً للانتقام لمقتَل أختِه. وفي القرّة الأخرى، تمارس (دنيرس) الجنس مع (داريو) قبل أن تأمره بالتوجه نحو يونيكاي للاتفاق مع النخّاسين. وفي الشمال، يعود (جون سنو) منتصراً ويقترح إغلاق النفق لصدّ هجمات الهمج وسط سخرية (أليستر). كما تستعدّ (ميليساندري) و(سيليس) للرحيل عن دراغونستون برفقة (شيرين). وخلال مسيرة (آريا) و(ساندرو) يواجهون أخد الجنود الموضوعون على قائمة (آريا) السوداء، فتقوم (آريا) بقتلهم ويتعرّض (ساندرو) لجراحٍ يرفض أن يُعالِجها. (بريان) و(بودريك) ينزلون في إحدى الخانات، ويلتقوم هناك صدفةً بصديق (آريا) القديم (هوت باي) الذي يؤكّد لهم أنّ (آريا) على قيد الحياة وأنّها غادرت مع (ساندرو)، فتقرر (بريان) الذهاب إلى الوادي من منطِق أنّهم بالتأكيد سيذهبون إلى أقاربهم. وفي الوادي، تغضب الخالة (لايسا) عندما شاهدت اللورد (باليش) يُقبّل (سانسا) فتهدد (لايسا) أنها سترميها من بوابة القمر، ويتدخل (باليش) في الوقت المناسب ويقوم بدفع (لايسا) عبر بوابة القمر بكل برود. |              |                         |                |                             |                    |                          |
| 38 | 8            | «الجبل والأفعى»         | أليكس غريفز    | ديفيد بينيوف، ودي. بي. وايس | 1 يونيو 2014       | 7.17                     |
| يُهاجم الهمج بلدة مول. تكتشف ييغريت غيلي، وتُعفي عنها. يُجبر رامزي ثيون لجعل أولاد الحديد على تسليم موات كيلين. يستسلم أولاد الحديد على أمل الرجوع لوطنهم لكنّ رامزي يذبحهم ويقوم بسلخهم. كمكافئةٍ له على تأمينه موات كيلين، يعترف روز برامزي كابنٍ شرعيٍّ من عائلة بولتون. في الوادي، تكشف سانزا لمجلس التحقيق في وفاة لايسا حقيقتها وتُقنع المجلس ببراءة الإصبع الصغير. بينما يبدأ الإصبع الصغير في إعداد روبرت، ابن لايسا الصغير، ليكون سيّد الوادي، يصل الكلب وآريا وتمّ إعلامهم بخبر وفاة لايسا. في كينغز لاندنغ، تبدأ المحاكمة بالقتال. يتمّكن أوبرين في البداية من الجبل، لكن رغبته في إجبار الجبل على الاعتراف بجرائمه تُعطي الجبل الفرصة للإمساك به وقتله عن طريق تحطيم جمجمته أثناء اعترافه باغتصاب وقتل شقيقته إليا. نتيجة ذلك يحكم تايوين على تيريون بالإعدام. في إيسوس، يتقلّى باريستان سلمي رسالةً كان يُقصد بها أن تصل لجواره. محتوى الرسالة يعرض على جوراه العفو مقابل التجسس على دنيرس، إلّا أن ذلك يُؤدي إلى نفي جوراه من ميرين. |              |                         |                |                             |                    |                          |
| 39 | 9            | «الحراس على الجدار»     | نيل مارشال     | ديفيد بينيوف، ودي. بي. وايس | 8 يونيو 2014       | 6.95                     |
| تركز هذه الحلقة على المعركة الدائرة بين الحرس الليلي والهمج الذتي تنتهي بامتداد المعركة للحلقة الأخير وموت (يغريت). |              |                         |                |                             |                    |                          |
| 40 | 10           | «الأطفال»               | أليكس غريفز    | ديفيد بينيوف، ودي. بي. وايس | 15 يونيو 2014      | 7.09                     |
| الحائط: شمال السور، يصل (بران) ورفاقه المشاغبين إلى الشجرة إياها التي كانو يبحثون عنها، لكنهم يفاجئون بهجوم مرعب من طرف هياكل عظمية خرجت من الأرض المتجمدة. يُقتل (جوجن) بينما يهرب البقية بمساعدة من إحدى أطفال الغابة نحو كهف يعيش فيه رجل عجوز متصل بجذور الشجرة. هذا هو الغراب ذو الثلاثة أعين الذي كان يبحث عنه (بران). المسكين (بران) كان يعتقد أنه سيعيد له القدرة على المشي، لكن الرجل العجوز يصدمه بالنفي، لكن في نفس الوقت مؤكداً انه سيستطيع الطيران. أفترض اننا سنعرف المزيد من التفاصيل عن هذا الرجل ووماضيه وعن أطفال الغابة الموسم القادم. هذا المشهد مثير للاهتمام بسبب السحر. أحياناً ننسى ان هذا العالم فنتازيّ وليس فقط عالم حروب وصراعات، والسحر يلعب دوراً كبيراً في هذا العالم لكنه شبه غائب في القصة، طبعاً هناك التنانين لكنها جزء صغير أيضاً من الفنتازيا في هذا المسلسل. أيضاً لدينا هياكل عظيمة تنبثق من باطن الأرض وكرات نارية متفجرة وحقول قوى سحرية. لكنه أيضاً مخيب للأمال. الغراب ذو الثلاثة أعين لديه ماضٍ قويّ جداً، لكن الأهم من هذا هو أنه أخر سحرة أطفال الغابة الذين لديهم قدرات زومانية ورؤية المستقبل. الغراب ذو الثلاثة اعين لديه ألف عين وعين، لكنه أيضاً في الحقيقة لديه عين واحدة لأنه فقد الأخرى، وبالنسبة إلى شخص كان متصلاً بشجرة لمئات السنوات فإنه يبدو بصحة جيدة. في مكان أخر، (جون سنو) يدخل معسكر الهمج ليتفاوض معهم وربما ليقتل ملكهم (مانس ريدر). هذه المفاوضات تٌقاطع بقدوم (ستانيس براثيون) وجيشه، ورغم اننا لم نرَ الكثير من (مانس ريدر) سوى ما يكفي لنعرف أنه العدو، نكتشف في هذا المشهد ان لديه — على الأقل — شرفاً. يوجه (ستانيس) سؤالاً لـ(جون سنو) عما كان ليفعله أبوه (نيد ستارك) بملك الهمج، فيجيبه (جون) قائلاً أن (مانس) تعامل معه بالرحمة، وأن أباه كان ليحتجزه ويسمع ما لديه ليقوله، إجابة راقت لـ(ستانيس) كثيراً. نعود إلى سوداء القلعة حيث يتم حرق جثث موتى حرس الليل، تتبادل (ميليساندري) النظرات مع (جون سنو) في مشهد غامض، لا نعرف ما الأمر على وجه التحديد. في مكان ما: ليس بعيداً عن عش العقاب، يلتقي السيرك المتنقل رقم اثنان (بريان) و(بودريك) بالسيرك المتنقل رقم واحد (ساندور) و(أريا). يدخل ساندور مع (بريان) في قتال حتى الموت. مشهد قتال أخر رائع، يتطور من قتال تقليديّ بالسيوف إلى ركل المنفرج مروراً باللكمات مُنتهيا بتقنية القتل القديمة بضرب الجمجمة بالصخر. تفوز (بريان)، لكن تهرب (أريا). ابنة وينترفل مخطئة بخصوص (بريان) بطبيعة الحال. لكن انعدام ثقتها مُبرر بالنظر إلى كل ما مرت به وما تعلمته من الدموم. لذلك بدل مرافقة (بريان)، تقوم بالسفر عبر سفينة متجهة نحو قارة إيسوس، وبالضبط إلى مدينة ”برافوس“ الحرة. قبل مغادرتها، يتوسّل لها (كليغان) أن تقتله، أن تُنهي ما بدأته (بريان). لكن (أريا) تسرق ماله وتتركه بدون أن تقول أي كلمة. العاصمة: يقرر كل من (جايمي) و(سيرسي) التصالح مؤقتاً بعد أن اعترفت (سيرسي) لأبيها بعلاقتها مع أخيها. هذا الإعتراف ليس له أهمية كبيرة إذ أن (جايمي) يقوم بتحرير (تيريون) الذي يفاجئ بوجود (شاي) في سرير أبيه، لا وبل تناديه كما كانت تنادي (تيريون) ”يا أسدي“. ينشب قتال بينهما وينتهي بخنق (تيريون) للعاهرة مستخدماً قلادة ساعد الملك التي كانت ترتديها. يمضي (تيريون) بعد ذلك حاملاً قوساً ونشاباً نحو أبيه الجالس في دورة المياه. يحاول (تايوين) تهدئة (تيريون)، لكنه يبالغ في استخدام لفظ ”عاهرة“ أكثر مما يسمح به صبر (تيريون) الذي يطلق سهمين نحو أبيه، تاركاً إياه ميتاً. (فاريس) يُهرب (تيريون) بعد ذلك على متن إحدى السفن المتوجهة نحو قارة ”إيسوس“، (فاريس) يقرر في اللحظة الأخيرة مرافقة (تيريون) على هذه الرحلة بعد انتشار خبر موت كبير عائلة (لانيستر). الوقاية خير من العلاج. الآن كل من (تيريون) و(أريا) على متن سفينتين مختلفتين، متوجهتين نحو نفس القارة. متى سيعودان؟ وكيف سيغيّرهما هذا؟ هل سيلتقيان ببعضهما البعض؟ أسئلة كثيرة تحتاج أجوبة. ميرين: كانت العظام المتفحمة لطفلة صغيرة جاء بها أبوها إلى مجلس (دينريس) هي القشة التي قصمت ظهر التنانين، أول ضحية بشرية للتنانين نراها في المسلسل. بينما التنين الكبير الأسود الخطير ”دروغون“ لا يزال حراً طليقاً يرعب المواطنين البسطاء الميرينيين، تقود (دينريس) تنينيها الأخرين إلى حجرة تحت الأرض حيث تقوم بتقييدهم. لا يمكنك ان تقود مملكة إذا كانت تنانينك تحرق الأطفال |              |                         |                |                             |                    |                          |

## الاستقبال الجماهيري

### استقبال النُقّاد
حصلَ الموسم على أعلا درجة تقييما حتّى الآن. ففي موقع ميتاكريتيك أعُطيَ درجة 94 من 100 على أساس 29 مُراجِعاً. وقد علّق موقع الشاشة الغربيّة على الموسم بقوله: «الموسم الأفضل، عشر حلقات لا مثيل لها بحق،اثارة منذ البداية إلى جوفري إلى المحكمة، والأمير مارتيل، والسور، منتهيه بالأطفال ونهاية فخر الانستر، ننتظر الجزء الخامس بشوق».

### نِسَب المُشاهدة
| الموسم | الموسم | رقم الحلقة | رقم الحلقة | رقم الحلقة | رقم الحلقة | رقم الحلقة | رقم الحلقة | رقم الحلقة | رقم الحلقة | رقم الحلقة | رقم الحلقة | المتوسط |
| الموسم | الموسم | 1          | 2          | 3          | 4          | 5          | 6          | 7          | 8          | 9          | 10         | المتوسط |
| ------ | ------ | ---------- | ---------- | ---------- | ---------- | ---------- | ---------- | ---------- | ---------- | ---------- | ---------- | ------- |
|        | 1      | 2.22       | 2.20       | 2.44       | 2.45       | 2.58       | 2.44       | 2.40       | 2.72       | 2.66       | 3.04       | 2.52    |
|        | 2      | 3.86       | 3.76       | 3.77       | 3.65       | 3.90       | 3.88       | 3.69       | 3.86       | 3.38       | 4.20       | 3.80    |
|        | 3      | 4.37       | 4.27       | 4.72       | 4.87       | 5.35       | 5.50       | 4.84       | 5.13       | 5.22       | 5.39       | 4.97    |
|        | 4      | 6.64       | 6.31       | 6.59       | 6.95       | 7.16       | 6.40       | 7.20       | 7.17       | 6.95       | 7.09       | 6.84    |
|        | 5      | 8.00       | 6.81       | 6.71       | 6.82       | 6.56       | 6.24       | 5.40       | 7.01       | 7.14       | 8.11       | 6.88    |
|        | 6      | 7.94       | 7.29       | 7.28       | 7.82       | 7.89       | 6.71       | 7.80       | 7.60       | 7.66       | 8.89       | 7.69    |
|        | 7      | 10.11      | 9.27       | 9.25       | 10.17      | 10.72      | 10.24      | 12.07      | غ/م        | غ/م        | غ/م        | 10.26   |
|        | 8      | 11.76      | 10.29      | 12.02      | 11.80      | 12.48      | 13.61      | غ/م        | غ/م        | غ/م        | غ/م        | 11.99   |

## روابط خارجية
- صراع العروش، الموسم 4 على موقع ميتاكريتيك (الإنجليزية)
- صراع العروش، الموسم 4 على موقع روتن توميتوز (الإنجليزية)